# Gackle
Gackle és una població dels Estats Units a l'estat de Dakota del Nord. Segons el cens del 2000 tenia 335 habitants.

## Demografia
Segons el cens del 2000, Gackle tenia 335 habitants, 163 habitatges, i 93 famílies. La densitat de població era de 239,5 hab./km².
Dels 163 habitatges en un 14,7% hi vivien nens de menys de 18 anys, en un 51,5% hi vivien parelles casades, en un 3,7% dones solteres, i en un 42,9% no eren unitats familiars. En el 41,7% dels habitatges hi vivien persones soles el 27% de les quals corresponia a persones de 65 anys o més que vivien soles. El nombre mitjà de persones vivint en cada habitatge era d'1,83 i el nombre mitjà de persones que vivien en cada família era de 2,43.
Per edats la població es repartia de la següent manera: un 9,6% tenia menys de 18 anys, un 3,6% entre 18 i 24, un 15,2% entre 25 i 44, un 26,3% de 45 a 60 i un 45,4% 65 anys o més.
L'edat mediana era de 61 anys. Per cada 100 dones de 18 o més anys hi havia 72,2 homes.
La renda mediana per habitatge era de 22.875 $ i la renda mediana per família de 26.563 $. Els homes tenien una renda mediana de 17.386 $ mentre que les dones 14.375 $. La renda per capita de la població era de 15.801 $. Entorn del 7,4% de les famílies i el 13,9% de la població estaven per davall del llindar de pobresa.

## Poblacions més properes
El següent diagrama mostra les poblacions més properes.